# Fijnspar-prunusroest
De fijnspar-prunusroest (Thekopsora areolata) is een roestschimmel die behoort tot de familie Pucciniaceae. Deze biotrofe parasiet komt voor op de fijnspar (Picea abies), de gewone vogelkers (Prunus padus) en de Amerikaanse vogelkers (Prunus serotina). De schimmel is ook aangetroffen op eenjarige scheuten van jonge sparren (Picea), waar ze een zwart worden van het schorsoppervlak en de dood van de scheut veroorzaken.

## Kenmerken
Spermogonia
Spermogonia groeien aan de onderkant van kegelschubben en vormen korsten. Ze ruiken zoet.
Aecia
In de zomer worden aan de onderzijde, maar soms ook bovenzijde, van de kegelschubben aecidiosporen gevormd. Aecidiosporen zijn dikwandig en meten 20-30 × 16-22 µm. De wand is kleurloos en 4-5 µm dik. 
Uredinia
Uredinia met peridium, openend met een kiempore, kortstekelig, zonder gladde zones. Ze komen voor aan de onderkant van het blad in rood tot bruin verkleurde vlekken van 1 tot 5 mm in diameter. Aan de bovenzijde van het blad ontstaan purperachtige vlekken die meestal zijn begrensd door de nerven van het blad. De urediniosporen hebben de afmeting 15-21 × 11-15 µm.
Telia
De teliosporen zijn 2 tot 4 cellig met kruisgewijze dwarswanden, hebben een bruine wand en zijn ongesteeld. Er is een kiempore per cel. De sporenmaat is 22-30 × 8-14 µm. De celwand is 1 µm dik, maar aan de bovenzijde verdikt tot 2-3 µm.

## Verspreiding
De fijnspar-prunusroest wordt met name in Europa en sporadisch in Azië gevonden. In Nederland komt hij uiterst zeldzaam voor.

## Ziekte
Door de verplichte wisseling van waardplant wordt de ziekte voorkomen door de tussengastheer (vogelkers) binnen een straal van ongeveer 500 meter te verwijderen. De ziekteverwekker is echter alleen van economisch belang in zaadplantages.

## Foto's

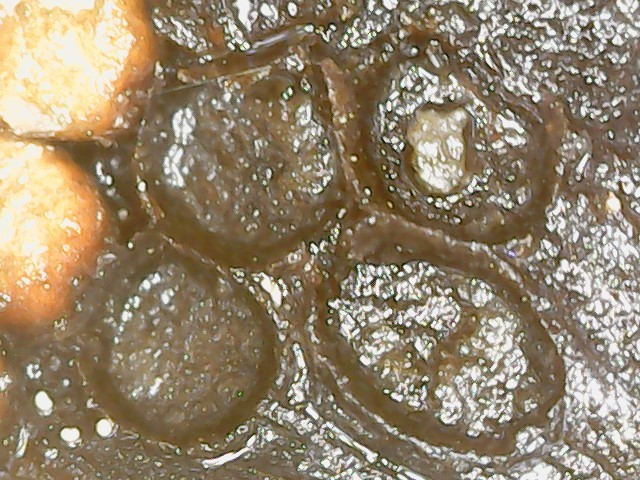
Infectie op kegelschubben
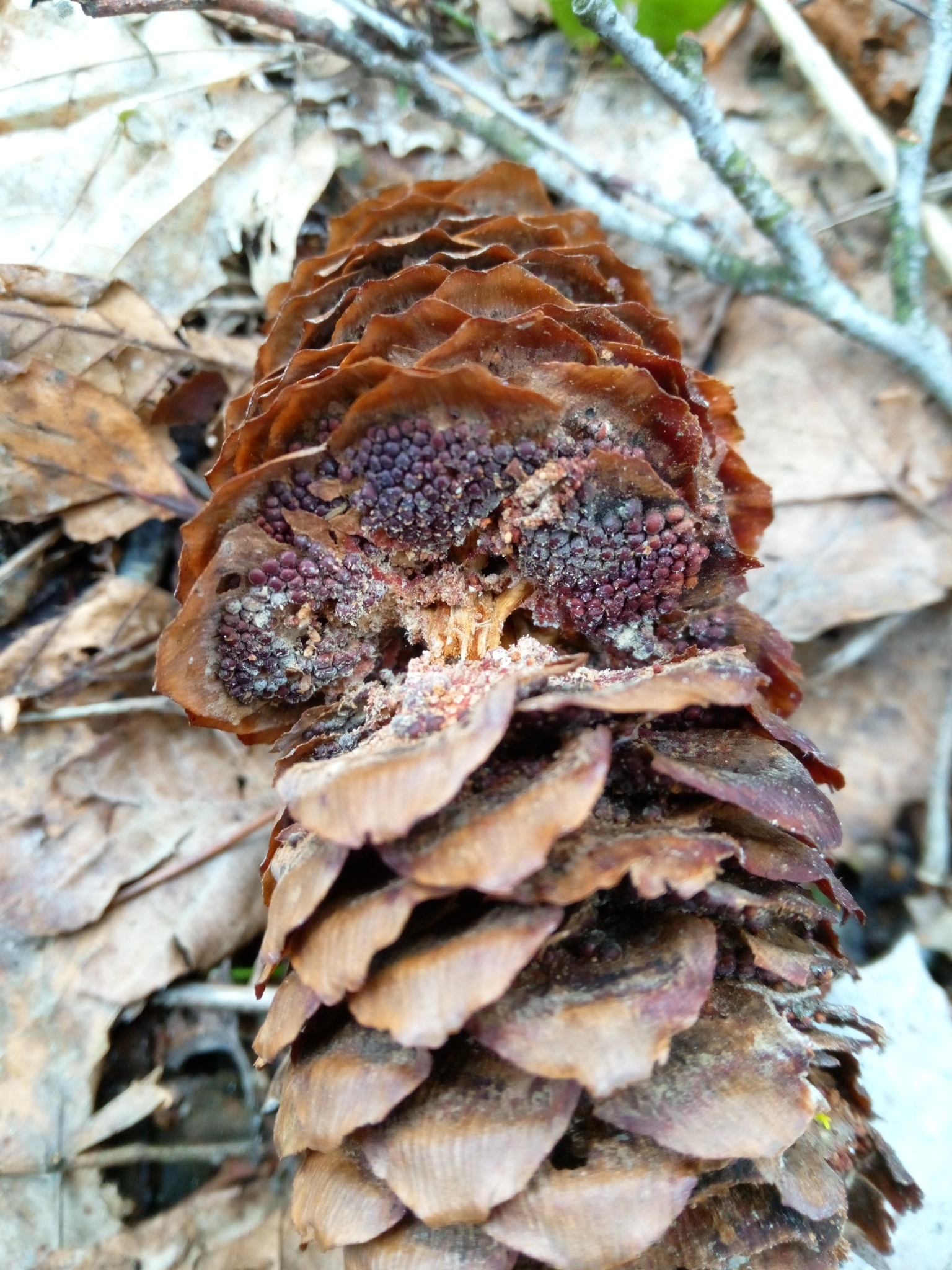
Infectie van kegel
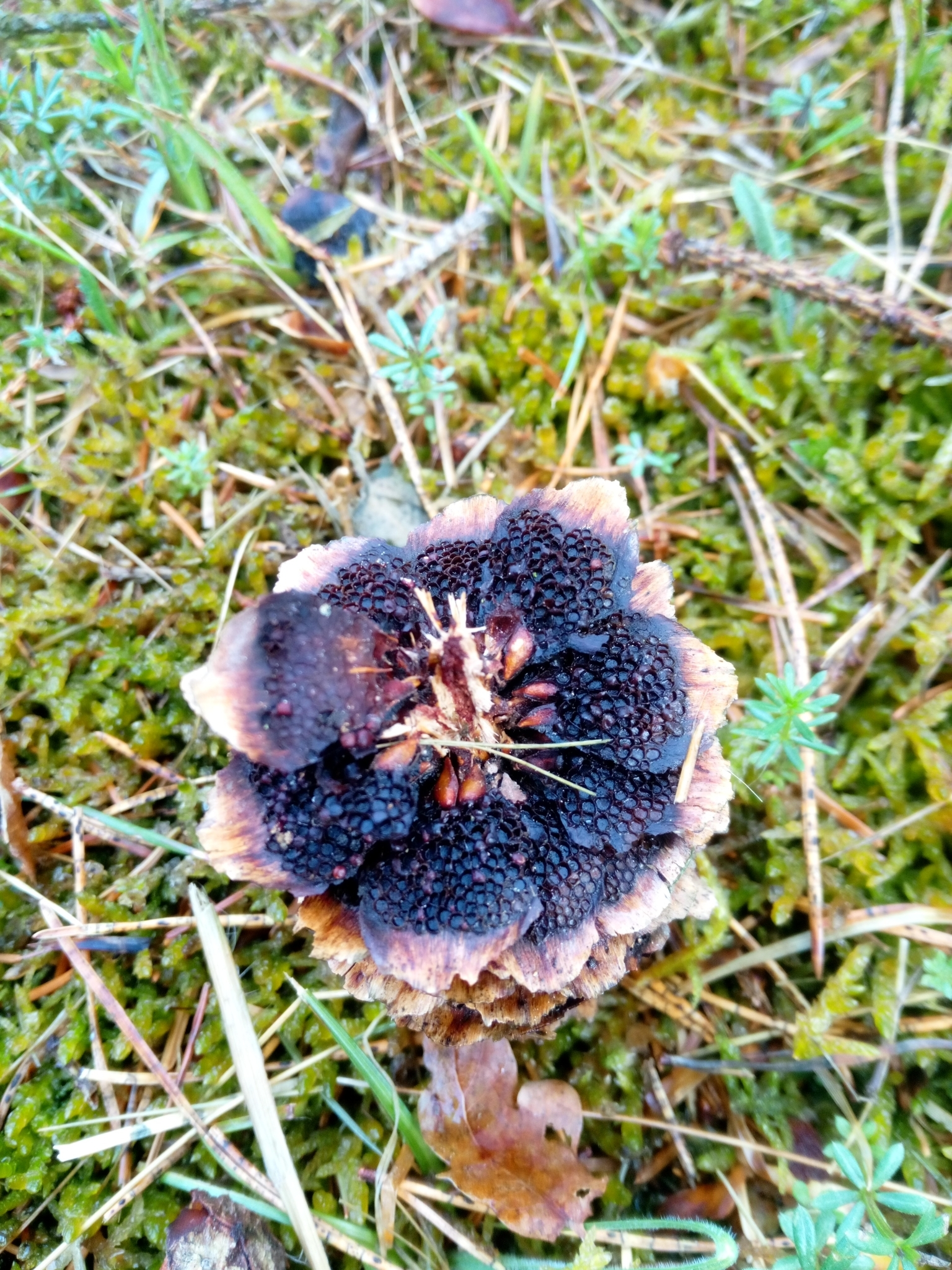
Infectie bovenzijde kegel
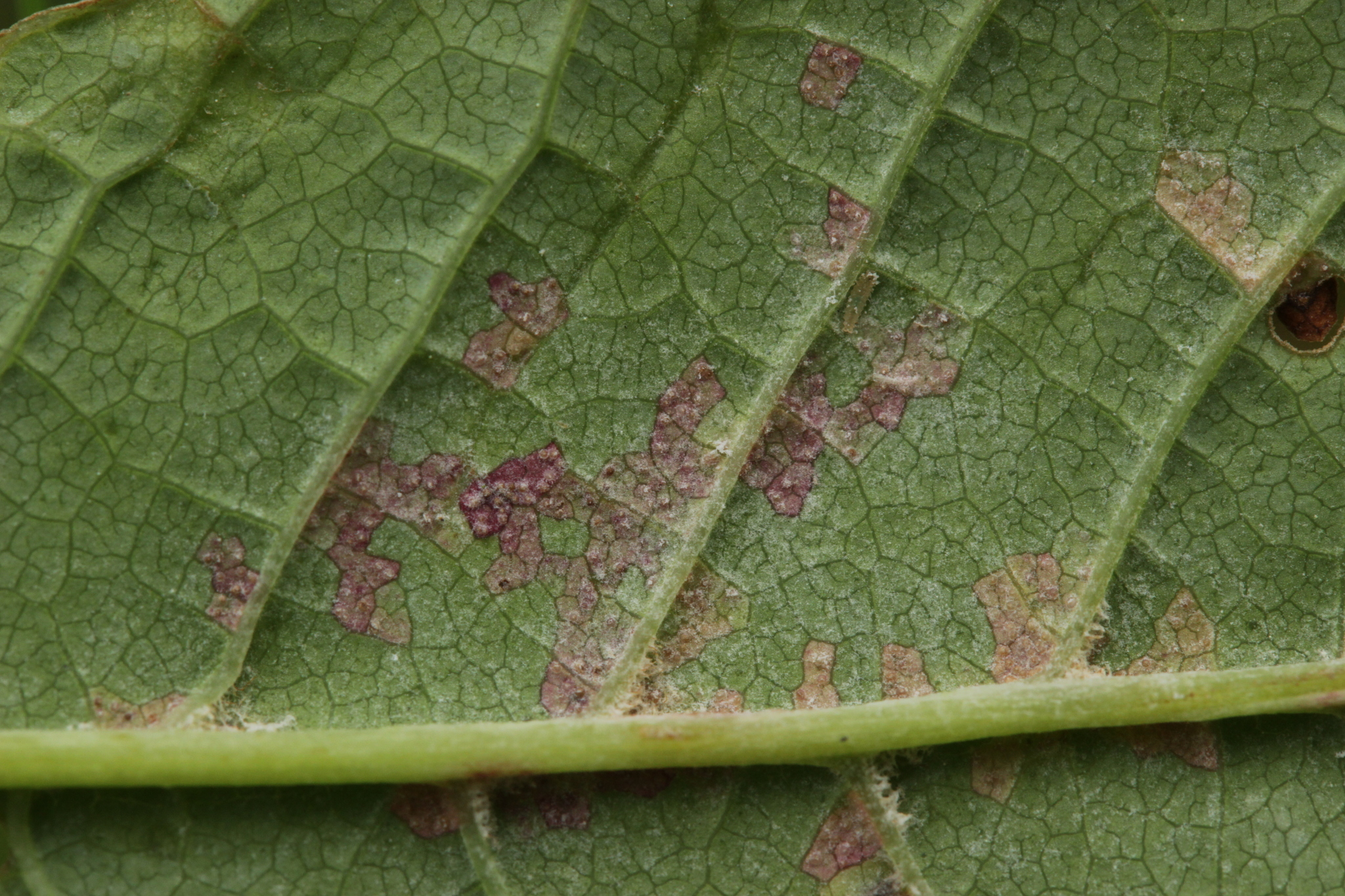
Onderzijde blad
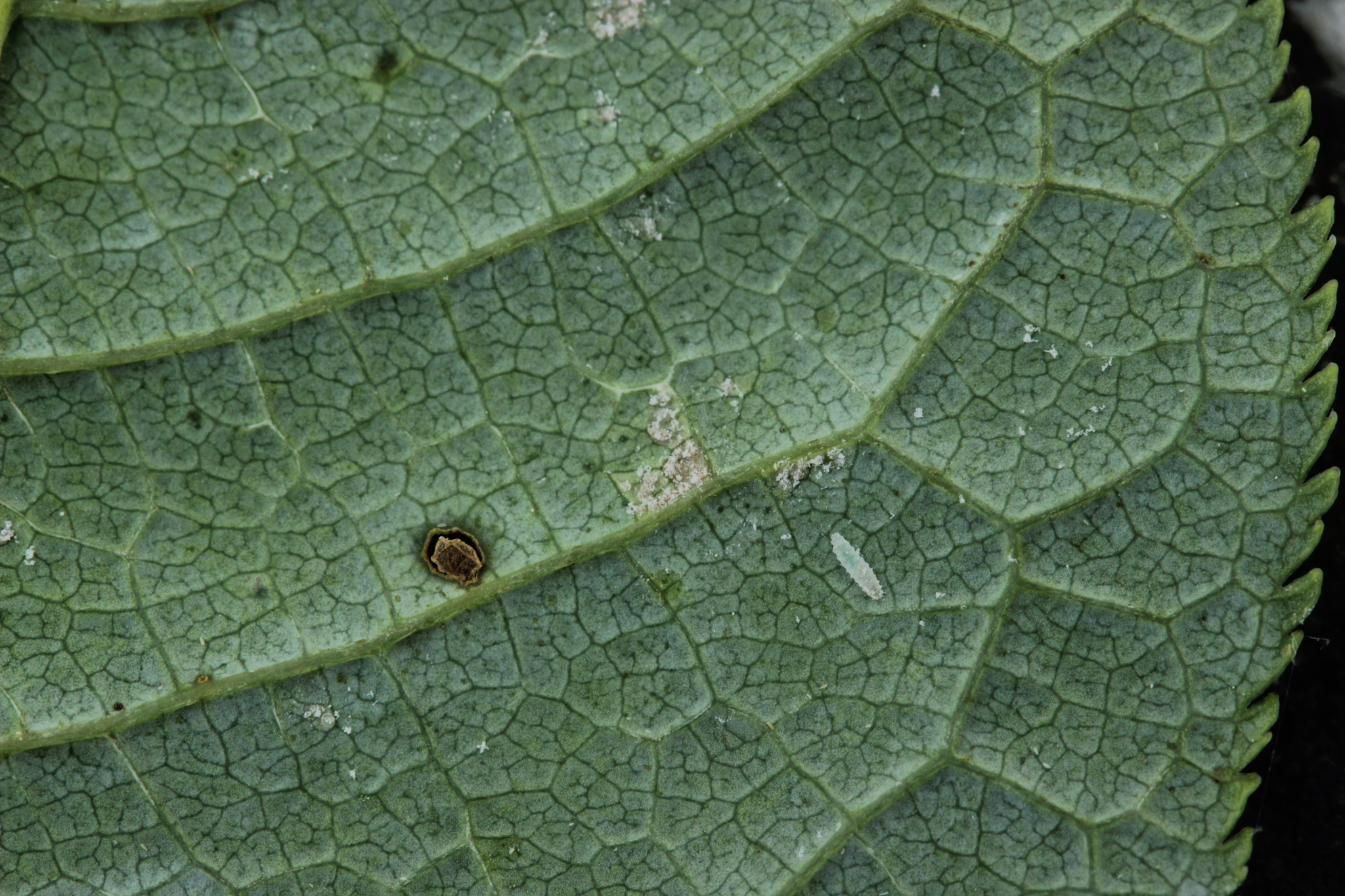
Onderzijde blad
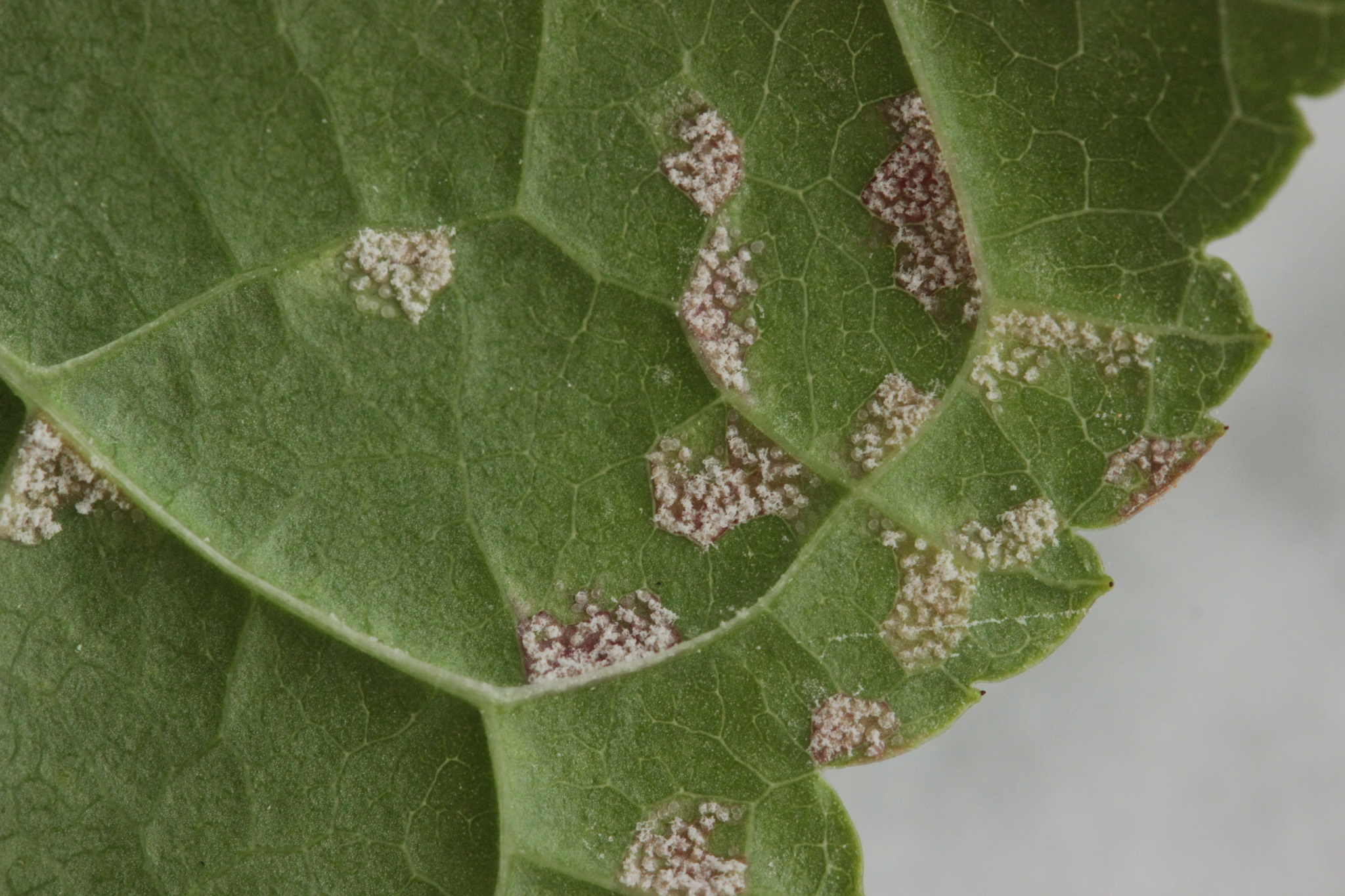
Onderzijde blad
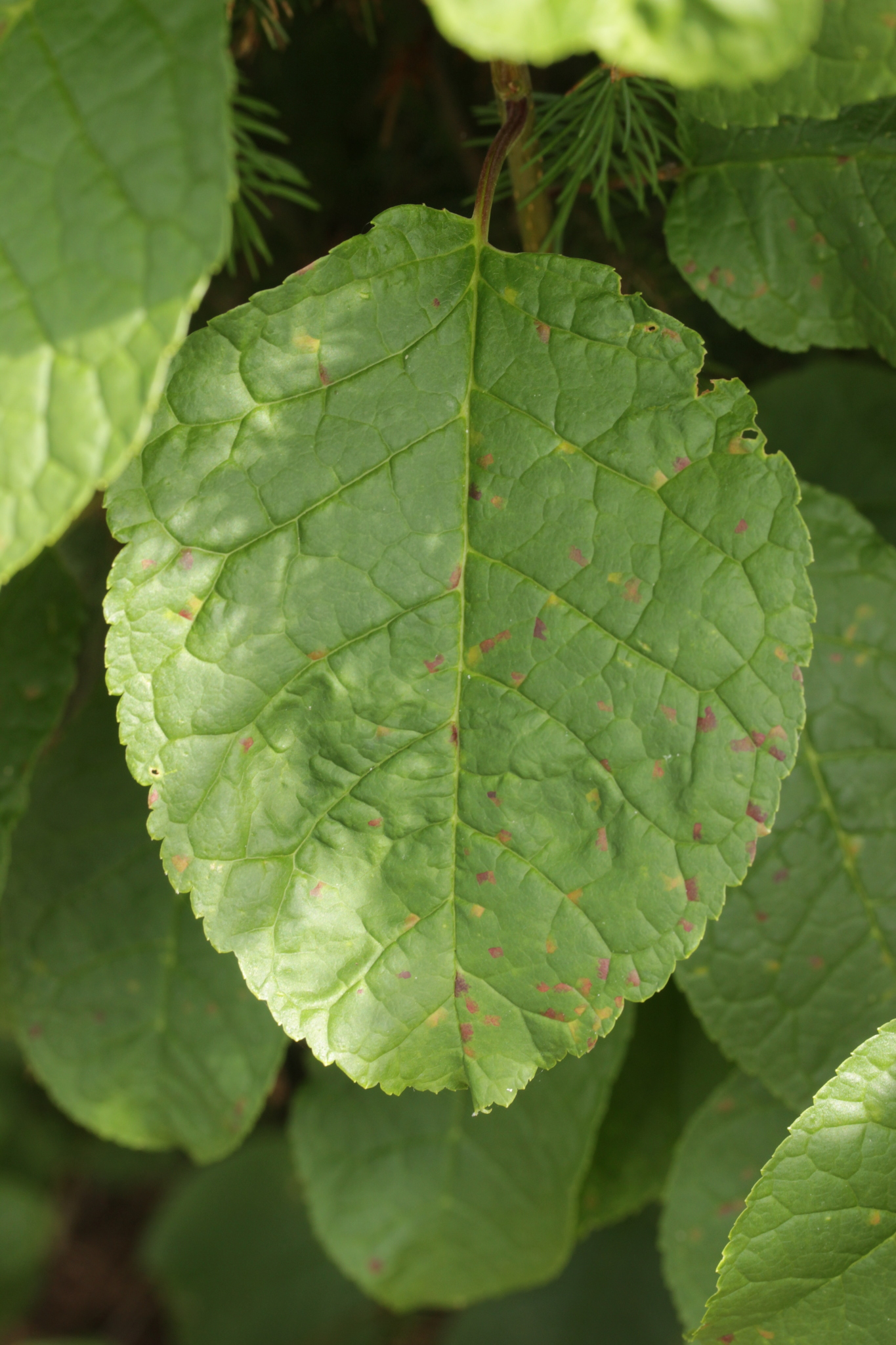
Bovenzijde blad
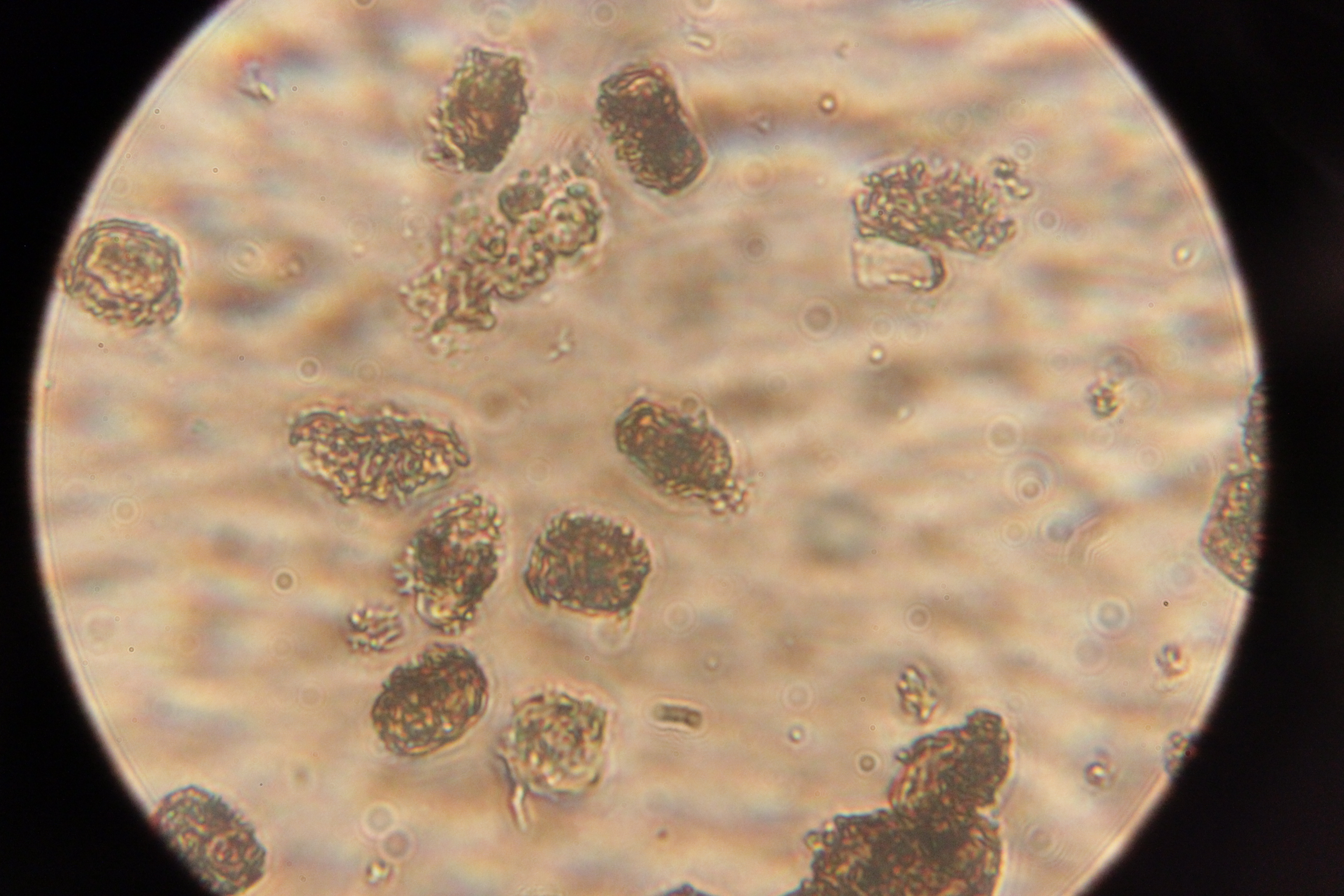
Sporen
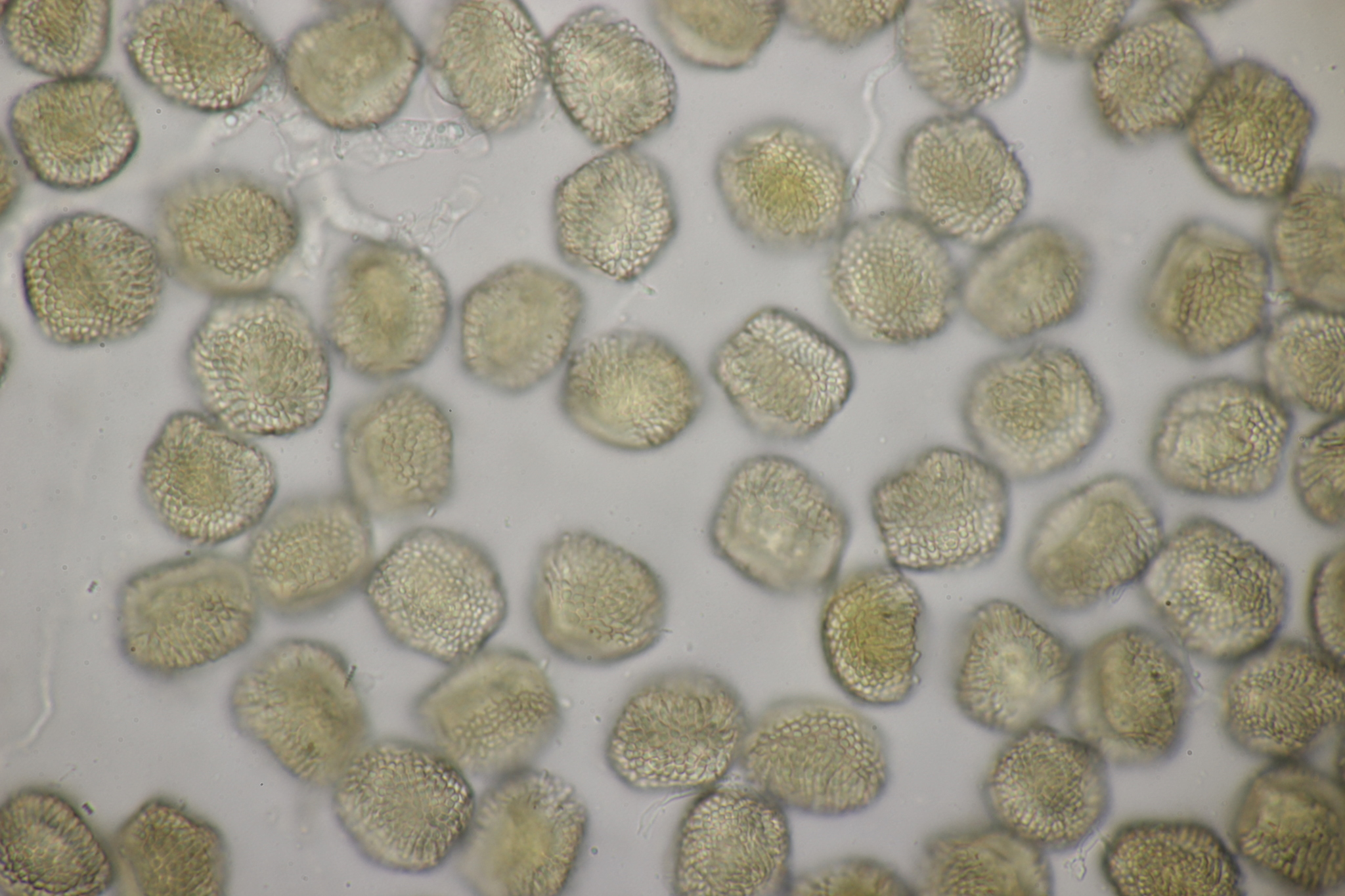
Sporen
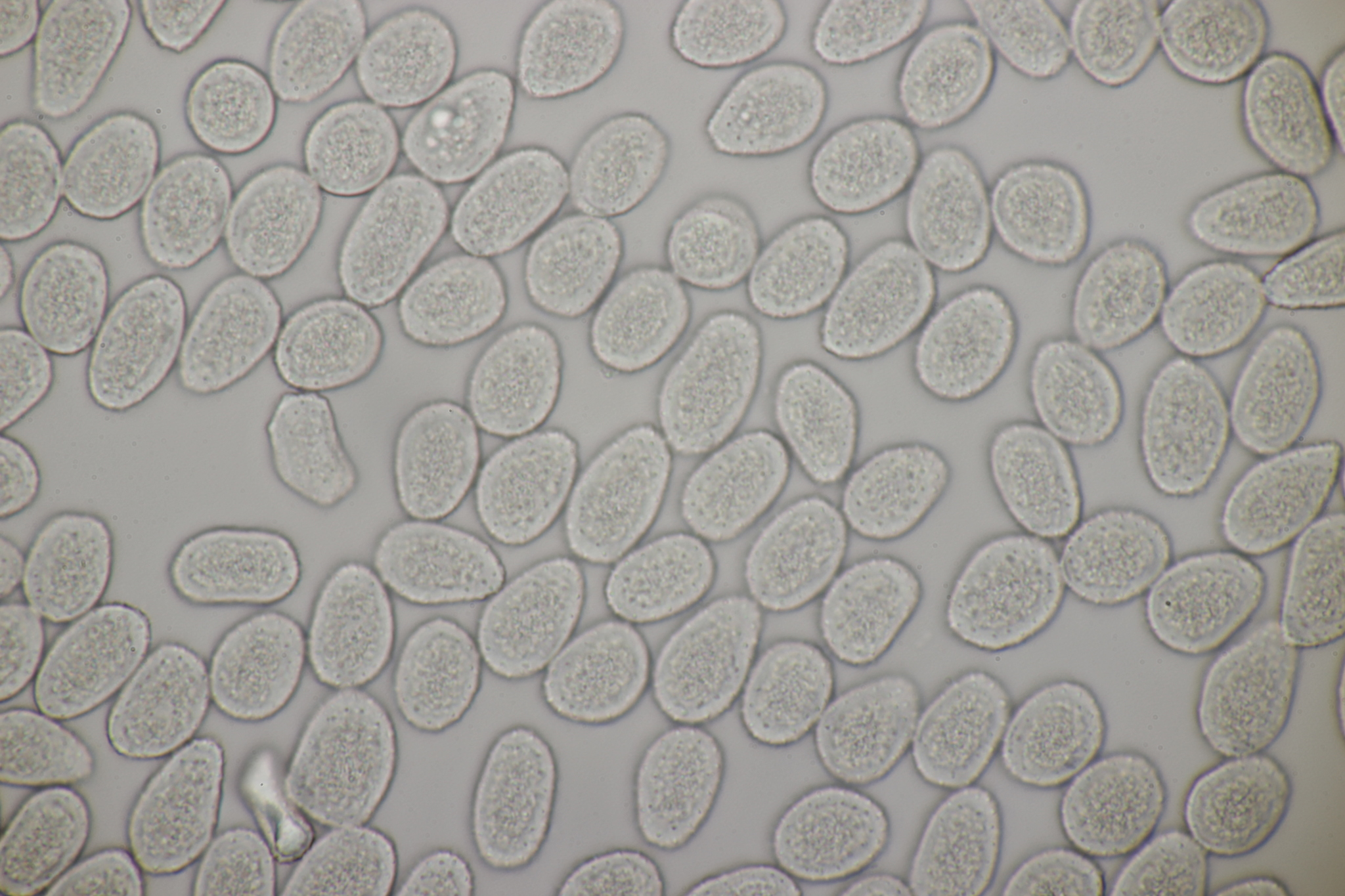
Sporen